# Bechtenrot
Bechtenrot ist ein Teilort der Gemeinde Erolzheim im Landkreis Biberach in Oberschwaben.

## Beschreibung
Der Haufenweiler liegt im rechten Tal der Oberen Rot auf einem Schwemmkegel an der Landesstraße 299, die Erolzheim mit Edenbachen verbindet und dort in die Bundesstraße 312 mündet. Vermutlich dürfte ein früh- oder hochmittelalterlicher Siedler namens Bechto den Ort begründet haben. Eine Mahl- und Ölmühle in Bechtenrot wurde schon um das Jahr 1300 erwähnt und 1984 stillgelegt. Von 1312 bis 1494 war Bechtenrot Teil des Stiftsgebietes der Reichsabtei Ochsenhausen, bevor es wieder an die Herrschaft Erolzheim zurückfiel.

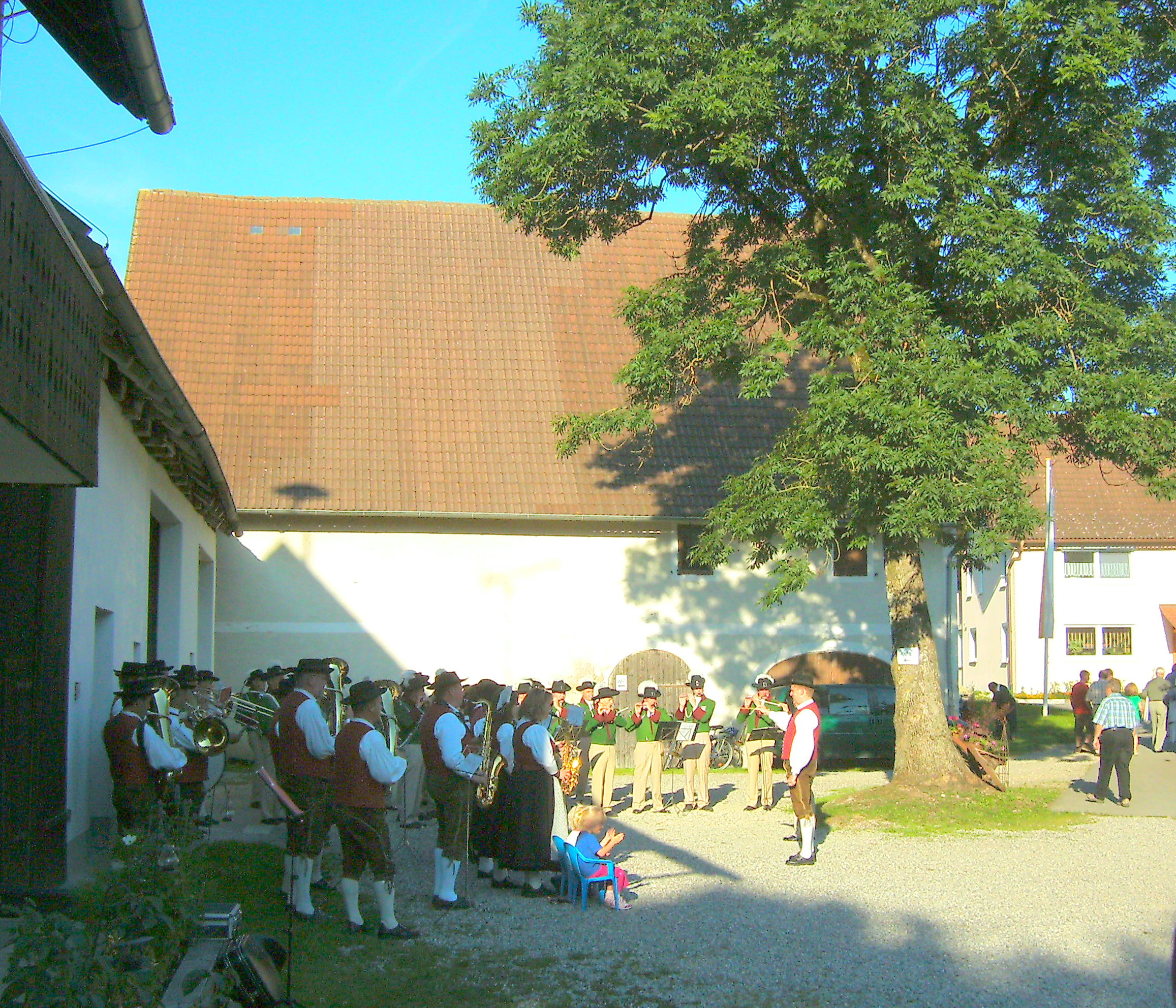
Standkonzert MV Erolzheim anlässlich des Besuches von Bischof Gebhard Fürst in Bechtenrot 2008

 Der Ort besteht aus Einzelhäusern und landwirtschaftlichen Anwesen, einschließlich der Nebengebäude unter hundert Bauten auf einer Gesamtsiedlungsfläche, deren Kontur rund 8 ha einschließt. Seit dem Jahre 1994 erzeugt das Wasserrad der Mühle wieder Strom.
Die Freiwillige Feuerwehr Bechtenrot sorgt für den Brandschutz und die allgemeine Hilfe besonders auf örtlicher Ebene.

## Bauwerke
- Kapelle St. Vitus (ursprünglich St. Maria Mater Dolorosa), errichtet während der Amtszeit von Nikolaus Faber aus dem Jahre 1407.